# Чебудасы
Чебудасы — деревня в Атяшевском районе Республики Мордовия. Входит в состав Большеманадышского сельского поселения.

## География
Расположено на реке Вечерлей.

## История
В «Списке населённых мест Симбирской губернии за 1863» Чебудасы удельная и владельческая деревня в 43 двора входящее в состав Ардатовского уезда.

## Население
| 2002 | 2010 |
| ---- | ---- |
| 141  | ↘133 |

Национальный состав
Согласно результатам Всероссийской переписи населения 2002 года, в национальной структуре населения русские составляли 89 %.